# Вир Ведделла

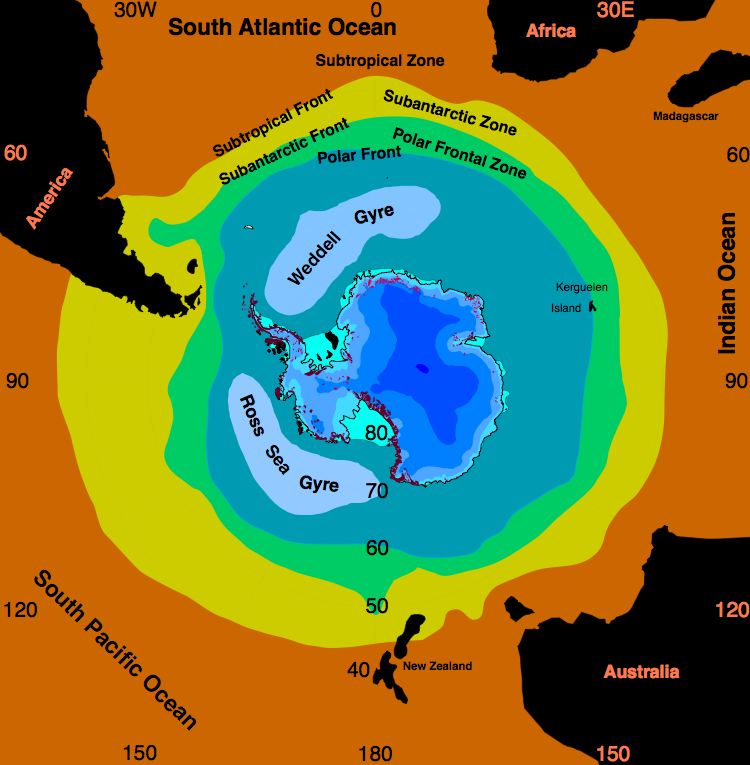
Розташування водоверті Ведделла в морі Ведделла.

Вир Ведделла є одною із двох круговертів, які існують у Південному океані. Водоверть утворений взаємодією між Антарктичною циркумполярною течією (ACC) і Антарктичним континентальним шельфом. Круговорот розташований у морі Уедделла та обертається за годинниковою стрілкою. На південь від ACC і поширюючись на північний схід від Антарктичного півострова, круговорот є розширеним великим циклоном. Там, де північно-східний кінець закінчується на 30° сх.д., що позначається південним поворотом ACC, північна частина круговороту поширюється над морем Південної Шотландії та йде на північ до Південної Сандвіч-дуги. Вісь круговороту проходить над південними схилами Південно-Шотландського, Американо-Антарктичного та Південно-Західного Індійського хребтів. У південній частині круговороту зворотний потік на захід становить приблизно 66 свердруп (Sv), тоді як у течії північного краю є потік на схід 61 Св.

## Фізична океанографія
Завдяки силі Коріоліса, що діє ліворуч у південній півкулі, і викликаному цим переносу Екмана від центрів круговороту ці регіони є дуже продуктивними завдяки підйому холодної, багатої поживними речовинами води. Сильний апвелінг у круговороті показаний там, де глибоководні ізотерми вигинаються вгору. Фронт Ведделла, який ідентичний фронту Південної Антарктичної циркумполярної течії, відокремлює круговорот Ведделла від Антарктичної циркумполярної течії. Течія циклонічна, хоча порожнинна течія антициклональна. Це пояснюється тим, що нові щільні шельфові океанські води надходять із заходу, потім змінюються під шельфовим льодовиком Ронне, а потім розвиваються на сході з більш холодною та прісною водою. Придонна вода моря Уедделла отримує щільну шельфову воду від витоку зі сходу з-під шельфового льодовика Філхнера.
У північній частині круговороту безперервно простежується вплив шельфових вод на 22° сх.д. від вершини Антарктичного півострова. На північ від круговороту система хребтів обмежує формацію донної води моря Ведделла на західних континентальних околицях з Абісальною рівниною Ведделла. Частина донної води поширюється через щілину, заповнюючи Південно-Сандвічеву западину. Через апвелінг нова донська вода моря Уедделла повертається за годинниковою стрілкою на захід від 20° з.д. і є сумішшю шельфової води та частини Циркумполярної глибокої води, яка йде за південною частиною круговороту на захід. На сході інша частина циркумполярної глибоководної води змішується з шельфовою водою і може створити особливе джерело глибинної води моря Ведделла.
У Глибокій воді моря Уедделла існує 2-кругова циклонічна система, яка може перекинутися через хребет Південної Шотландії. Циркумполярні глибинні води Антарктичної циркумполярної течії, що лежать вище, змішуються з глибинними водами моря Ведделла, і їх можна простежити до Абісальної рівнини Ведделла, відкриваючи західний круговорот. Географічно Антарктичний півострів містить західний кінець круговороту. У цих нижніх і глибинних шарах круговороту він завершується рухом на південь, де течії в нижній частині круговороту течуть у протилежному напрямку, ніж водний стовп вище.
На східній і західній сторонах басейну схема трансектної циркуляції контролюється стабільними граничними течіями, які є теплими, глибокими, вузькими та швидкими течіями, що утворюються на східній або західній стороні океанічних басейнів. Ці течії мають ширину в кілька сотень кілометрів і забезпечують 90% об'ємного транспорту круговороту. Це дорівнює 29,5 Св. Інтенсивність граничних течій контролюється сезонними коливаннями, але часовий масштаб, від днів до тижнів, домінує всередині. Антарктична дивергенція є прикордонною областю між східними і західними вітрами. Це місце між 65 і 70° пд.ш.